# Emoia pseudopallidiceps
Emoia pseudopallidiceps — вид сцинкоподібних ящірок родини сцинкових (Scincidae). Мешкає в Індонезії і Папуа Новій Гвінеї.

## Поширення і екологія
Emoia pseudopallidiceps мешкають в горах Центрального хребта, в долинах річок Сібіл і Бон, що є притоками Дігулу. Вони живуть у вологих гірських тропічних лісах, серед опалого листя. Зустрічаються на висоті від 600 до 1500 м над рівнем моря.